# Michael Witter
Michael Witter (* 22. Dezember 1951 in Korbach) ist ein deutscher Diplomat. 

## Leben
Nach dem Abitur studierte Witter von 1971 bis 1977 Rechtswissenschaften und war während des Studiums von 1974 bis 1977 auch Tutor an der Philipps-Universität Marburg. Nach dem Ersten Juristischen Staatsexamen war er zwischen 1977 und 1979 Wissenschaftlicher Assistent an der Philipps-Universität und danach von 1979 bis 1982 Referendar am Hanseatischen Oberlandesgericht. Als solcher leistete er auch Stationen an der Deutsch-Kanadischen Industrie- und Handelskammer in Edmonton sowie bei der Europäischen Kommission in Brüssel. Zugleich erfolgte 1980 seine Promotion zum Dr. iur.
Nach der Ablegung seines Zweiten Juristischen Staatsexamens 1982 trat er in den Diplomatischen Dienst ein und fand nach Beendigung des Vorbereitungsdienstes 1984 zunächst Verwendung als Länderreferent im Referat für Südostasien in der Politischen Abteilung des Auswärtigen Amtes. Im Anschluss war er zwischen 1986 und 1988 Konsul an der Botschaft in Griechenland. Nach seiner Rückkehr nach Deutschland war Witter Referent im Referat für Allgemeine Personalangelegenheiten in der Zentralabteilung des Außenministeriums.
Im Jahr 1992 erfolgte seine Ernennung zum Ständigen Vertreter des Botschafters in Paraguay. 1994 kehrte er in die Zentralabteilung des Auswärtigen Amtes zurück und war dort diesmal Stellvertretender Referatsleiter Allgemeine Personalangelegenheiten. Anschließend war er zunächst von 1998 bis 2001 Ständiger Vertreter des Botschafters in Indonesien, ehe er bis 2005 Referatsleiter für konventionelle Rüstungsexportkontrolle (Referat 411) in der Wirtschaftsabteilung des Auswärtigen Amtes fungierte. Nach einer vorübergehenden Tätigkeit als Beauftragter für Außenwirtschaftsförderung und internationale Technologiepolitik (4-B) im Jahr 2005 amtierte er zwischen 2006 und 2008 als Stellvertretender Leiter der Wirtschaftsabteilung sowie zugleich als Beauftragter für Außenwirtschaftsförderung und Exportkontrolle.
Zwischen Juli 2008 und September 2011 war Witter als Nachfolger von Martin Lutz Botschafter der Bundesrepublik Deutschland in Australien und als solcher zugleich in Papua-Neuguinea, sowie den Republiken Vanuatu, Nauru und den Salomonen akkreditiert. Im September 2011 wurde er Nachfolger von Ulf-Dieter Klemm als Botschafter in Marokko, während der bisherige Botschafter in Peru Christoph Müller neuer Botschafter in Canberra wurde. Von September 2014 bis 2017 war er als Nachfolger von Angelika Viets Deutscher Botschafter in Singapur.
Witter ist verheiratet und hat zwei Töchter.